# Cook Off
Pour l’article homonyme, voir Cook off.
Pour plus de détails, voir Fiche technique et Distribution.
Cook Off est une comédie romantique zimbabwéenne écrite et réalisée par Tomas Brickhill et sortie en 2017.   
Le film met en vedette Tendaiishe Chitima, Fungai Majaya et Tehn Diamond.
Il est le premier film zimbabwéen à être diffusé sur Netflix,,,.

## Synopsis
Anesu (Tendaiishe Chitima) est une mère célibataire qui n'a pas fréquenté l'université mais a une passion pour la cuisine. Un jour son fils et sa grand-mère l'inscrivent secrètement à un concours de cuisine télévisé. Devant la situation elle se retrouve obligée de surmonter la désapprobation de sa mère et la rivalité des chefs professionnels.

## Fiche technique
- Titre : Cook Off
- Réalisation : Tomas Brickhill
- Scénario : Tomas Brickhill
- Musique : Tehn Diamond
- Distribution : Mufambanidzo Film Company, Netflix
- Studio de production : Mufambanidzo Film Company
- Pays :  Zimbabwe
- Langue : anglais
- Format : couleur
- Durée : 101 minutes
- Date de sortie : 31 décembre 2017

## Distribution
- Tendaiishe Chitima : Anesu
- Fungai Majaya : Milly Ann
- Tehn Diamond : Prince
- Tomas Brickhill : JJ
- Jesese Mungoshi : la grand mére d'Anesu
- Shingai Shoniwa
- Sylent Nqo

## Production

### Développement
La production du film a été constamment frappée par des pannes de courant, des contraintes budgétaires, des manifestations anti-gouvernementales et des émeutes qui ont éclaté pendant les dernières étapes de la présidence de Robert Mugabe. C'est devenu le premier film à sortir au Zimbabwe après l'ère Mugabe qui a duré près de 40 ans.
Le film crédite des stéréotypes bouleversants de l'industrie cinématographique zimbabwéenne qui avait été paralysée par la crise économique et l'hyperinflation dans le pays.

### Tournage
Les parties du cuisine ont été principalement tournées sur les plateaux de l'émission de télé-réalité de ZBC TV Bataille des Chefs : Harare, une version zimbabwéenne de la populaire émission de télé-réalité américaine Top Chef. Le tournage du film s'est déroulé dans les décors de la Bataille des Chefs à une époque où l'émission n'était plus diffusée.
Lors d'un interview accordée au Guardian par le réalisateur Brickhill, il a révélé que le film n'aurait pas vu le jour sans le soutien des décors de l'émission Bataille des Chefs : Harare et le soutien financier de donateurs volontaires. Les acteurs ont également utilisé les costumes, les accessoires et les marmites des décors de la bataille des chefs.
Le tournage a également été retardé à quelques reprises car peu de membres de la distribution ont pu s'engager dans le calendrier qui leur avait été attribué en raison des gaz lacrymogènes et des émeutes à Harare qui ont éclaté contre l'administration de Robert Mugabe. Mais malgré les obstacles, la production a repris après le renversement de Robert Mugabe le 17 novembre 2017.

## Accueil

### Critiques
Le film est salué comme l'un des meilleurs films du cinéma du Zimbabwe après Neria et Yellow Card et a suscité une réaction extrêmement positive des Zimbabwéens.
Depuis sa sortie sur la plateforme Netflix en juin 2020 le film retient l'attention des médias internationaux et devient le deuxième film zimbabwéen à recevoir une attention internationale après le film Neria.

## Distinctions

### Récompenses
- Festival international du film du Zimbabwe 2018.
  - meilleur long métrage.
  - meilleure actrice pour Tendaiishe Chitima.
- Prix nationaux du mérite artistique (National Arts Merit Awards) 2019. 
  - meilleur long métrage.
  - meilleure actrice pour Tendaiishe Chitima.
- Cambria film festival
  - Prix du fondateur Nancy Green - Meilleur film
  - Prix du public - Meilleur long métrage

### Nominations
- Afrika Film Festival : Student Jury Award
- Ambrosia Film Festival : meilleur film